# Kanton Cornus
Kanton Cornus (francouzsky Canton de Cornus) je francouzský kanton v departementu Aveyron v regionu Midi-Pyrénées. Tvoří ho devět obcí.

## Obce kantonu
- Le Clapier
- Cornus
- Lapanouse-de-Cernon
- Marnhagues-et-Latour
- Fondamente
- Saint-Beaulize
- Sainte-Eulalie-de-Cernon
- Saint-Jean-et-Saint-Paul
- Viala-du-Pas-de-Jaux